# Progressz MSZ–17
A Progressz MSZ–17 (oroszul: Прогресс МС–17, a NASA jelölésével: Progress 78 vagy 78P) orosz Progressz MSZ típusú teherszállító űrhajó, amelyet 2021. június 29-én indítottak a Nemzetközi Űrállomáshoz (ISS). Ez volt a Progressz típusú űrhajó 169. és az MSZ változat 17. repülése. Az űrhajó július 2-án dokkol a Nemzetközi Űrállomás Poiszk moduljához.

## A repülés jellemzői
A Progressz MSZ–17 a tervek szerint 2021. november 24-ig marad a Nemzetközi Űrállomáshoz csatlakoztatva, majd leválasztják és a hulladékkal visszatérő űrhajó a Csendes-óceán déli része felett a sűrű légkörbe érve megsemmisül.